# Charles Owen (Perkussionist)
Charles Owen (* 1. September 1912 in Kinsman/Ohio; † 17. April 1985) war ein US-amerikanischer Schlagwerker, der auch als Hochschullehrer tätig war.

## Leben und Wirken
Owen erhielt in seiner Jugend Unterricht auf Fagott, Posaune und Schlaginstrumenten. Seine Ausbildung als Schlagwerker setzte er nach der Highschoolzeit bei Malcolm Gerloch vom Pittsburgh Symphony Orchestra fort. Ab 1934 war er als Berufssoldat Marimba-Solist der United States Marine Band unter Leitung von Taylor Branson und Paukist des U. S. A. Marine Band and Orchestra unter Leitung von William Santelmann. Daneben studierte er Pauke bei Saul Goodman von den New Yorker Philharmonikern, erwarb an der Katholischen Universität von Amerika den Grad des Bachelor of Music und trat als Marimbasolist bei Konzerten und im Rundfunk auf. 
1954 wurde Owen Erster Paukist des Philadelphia Orchestra. Mit diesem trat er bei Subskriptionskonzerten in Philadelphia, New York und Baltimore unter Leitung von Dirigenten wie Eugene Ormandy auf und nahm Paul Crestons Concertino for Marimba (auf dem Album First Chair Encore) auf. Es folgten weitere Aufnahmen von Solowerken für Marimba mit namhaften Sinfonieorchestern und dem Philadelphia Brass Ensemble, außerdem trat er auch mit den Orchestern der Großen und der Lyrischen Oper Philadelphia und dem Philadelphia Percussion Ensemble auf.
An der Temple University gründete und leitete Owen das Department für Perkussion und ein Perkussionsensemble, mit dem er bei verschiedenen Anlässen auftrat. Außerdem unterrichtete er beim Ambler Music Festival, an der Philadelphia Music Academy und bei den Saratoga School of Orchestra Studies und gab Workshops und Meisterklassen. 1972 wurde er Professor für Perkussion an der Musikschule der University of Michigan. In den Sommerpausen trat er bei den Casals-Festivals in Puerto Rico auf und leitete mehrere Jahre die Perkussionsgruppe beim Aspen Music Festival in Colorado. 1981 erhielt er den Harold Haugh Award for Outstanding Excellence in Private Studio Teaching. 1984 stiftete die Universität Michigan ein Stipendium für Perkussionisten in seinem Namen. Auch beim Aspen Festival wird ein Charles Owen Scholarship vergeben.